# Tesa (Fluss)
Die Tesa (russisch Теза) ist ein 192 km langer linker Nebenfluss der Kljasma im europäischen Teil Russlands.

## Verlauf
Die Tesa entspringt in der nördlichen Oblast Iwanowo, nahe der Siedlung Solotilowo. Die Quelle ist nur 12 km südlich der Wolga gelegen. Statt dieser jedoch direkt zuzufließen, wendet der Fluss sich zunächst nach Süden. Im Oberlauf ist der Fluss durchschnittlich sechs bis sieben Meter breit und fließt stark mäandrierend in einer 200–700 m breiten Flussaue, die Uferhöhe beträgt hier acht bis zehn Meter.
Nach der Einmündung der Parscha erhöht sich die Breite der Tesa auf rund 20 m. Sie fließt weiterhin in vorwiegend südliche Richtungen und erreicht schließlich Schuja. Ab hier ist der Fluss schiffbar. Nach der Einmündung des Ljulech wendet sich die Tesa in Richtung Osten. Der nun 30–50 m breite Flusslauf ist hier durch fünf Schleusen geregelt. Die Höhe der Uferböschung beträgt 20–25 m, an einigen Stellen 40–50 m.
Beim Dorf Cholui biegt die Tesa wiederum nach Süden ab. Die Breite der Flussaue erhöht sich hier auf fünf bis sechs Kilometer. Wenig später erreicht die Tesa die Kljasma und mündet direkt an der Grenze zur Oblast Wladimir von links in diese ein.

## Hydrologie und Nutzung
Die Tesa ist durchschnittlich von Ende November/Anfang Dezember gefroren. Das Brechen des Eises im April fällt in die Zeit der jährlichen Frühjahrshochwässer, die bis in den Mai andauern. Der hauptsächlich von Schneeschmelzwasser gespeiste Fluss ist 87 km ab Schuja schiffbar, und bei Bootswanderern beliebt.